# لواء أبو الفضل العباس
لواء أبو الفضل العباس تأسس في سوريا إبان الثورة السورية في عام 2012 لمساعدة قوات الحكومة السورية، وتشكل من مجموعات شيعية مسلحة تضم مقاتلين عراقيين ينتمي أغلبهم إلى وسط وجنوب العراق، وتعد مليشيا لواء ابو الفضل العباس من أوائل الميليشيات الشيعية التي تبنت مقاومة الجماعات السلفية التي سعت إلى هدم مرقد السيدة زينب في دمشق، ويضم اللواء مقاتلين عراقيين وسوريين. وبحسب تقرير لصحيفة كريستيان ساينس مونيتور الأميركية: إن اللواء «مجموعة صغيرة مدعومة من إيران كانت تتكون من قناصة ومتخصصين في المتفجرات».
يرجع اسم اللواء إلى أبي الفضل العباس بن علي بن أبي طالب، حيث يحمل اسم العباس شجناً خاصا لدى الشيعة بشكل عام وشيعة العراق بشكل خاص.

## عناصر اللواء
قدم أغلب مقاتلي هذا اللواء من العراق، وانضم إليهم عدد من العراقيين الذين هربوا من العراق بعد أحداث العنف الطائفي في 2006 وعاشوا في سوريا. ويعتقد انتماء أغلب المقاتلين إلى تنظيم جيش المهدي الذي يرأسه مقتدى الصدر بالرغم من كون الأخير أكد رفضه ذهاب قوات تابعة له إلى سوريا،
 وكذلك من عصائب أهل الحق الذي انشق عن التيار الصدري في 2009.

## الثورة السورية
يعتبر اللواء من أوائل الفصائل الشيعة التي تدخلت عسكرياً في سوريا ووقفت بجانب الحكومة السورية بقيادة بشار الأسد منذ عام 2012 بدافع عقائدي هو الدفاع عن مرقد السيدة زينب في دمشق عاصمة سوريا بعد أن وجهت تهديدات من قبل جماعات سلفية متشددة بهدم المرقد باعتباره «رمزا شركيا».

## نموذج من عمليات العسكرية للواء ابو فضل العباس(عليه السلام)
- في سنه 2014 تمكن لواء ابو فضل العباس من السيطرة على قرية العوجه  بشكل كامل الذي تقع في محافظة تكريت وا طهرها من الدواعش بشكل كامل كما قال قيادي في اللواء : ان مقاتلينا تمكنوا من تطهير العوجة القديمة من "الدواعش" بالكامل بعد معارك ضارية معهم والمدينة الان تحت سيطرة مقاتلينا والقوات الامنية العراقية وا وقال قيادي في اللواء لمراسل وكالة خبر للانباء (واخ)  مؤكدين انهم كبدوا "داعش" خسائر بالأرواح والعدة

- في سنه 2014 لواء ابو فضل العباس عليه السلام يقتل 10 دواعش وا دمرو 3 منازل مفخخة في جرف الصخر كما افاد مصدر عسكري في عمليات بابل اليوم الجمعة ان بواسل لواء ابو الفضل العباس اقتحموا ليلة امس  احدى قرى منطقة الفاضلية، حيث تم قتل[10] ارهابيين كانوا مجتمعين في احد المنازل، وتدمير ثلاثة منازل مفخخة ومصادرة عدد من الاسحلة وسيارتين تحملان لوحات تسجيل احداهما سورية والاخرى سعودية، وتحملان احديات واسلحة وذخائر متنوعة".

واشار الى ان قوات الجيش، وبمساندة عشائر المسيب والمتطوعين ولواء ابو الفضل العباس تواصل عملية اقتحام القرى التي تتمركز بها العناصر المسلحة".
وكان مصدر امني قد قال يوم امس ان القوات الامنية ولواء ابا الفضل العباس هاجموا ناحية جرف الصخر  قتلت [25] ارهابيا ودمرت[10]عجلات لهم في ناحية جرف الصخر، مبينا ان "العمليات التعرضية مستمرة لتطهير المنطقة بشكل تدريجي باسناد طيران الجيش".
فيما أفاد مصدر امني مسؤول في عمليات بابل ، امس الخميس ، ان عددا من المتطوعين هاجموا منطقة البحيرات التابعة لناحية الاسكندرية وفجروا سيارة ملغمة يستقلها اربعة من عصابات داعش الارهابية .
وقال المصدر في لواء ابو الفضل ان" قوة من المتطوعين هاجموا منطقة البحيرات فوجدوا سيارة ملغمة معدة للتفجير يستقلها اربعة من عصابات   داعش الارهابية ، مبينا ان القوة اطلقت قذائف الهاون على السيارة ما ادت الى قتل من فيها ، فيما اصيب [3] من المتطوعين بجروح مختلفة لقربهم من موقع التفجير ".
واضاف ان" المتطوعين في لواء ابو الفضل [ع] توزعوا في عموم منطقة البحيرات لنصب الكمائن للجماعات الارهابية ولقطع الطريق امام الذين يسعون التسلل الى الناحية لتنفيذ عمليات ارهابية ".
يشار الى ان مناطق شمالي بابل تشهد معارك مستمرة منذ عدة اشهر وذلك لتسلل عناصر عصابات داعش الارهابية الى المحافظة عن طريق عامرية الفلوجة التابعة لمحافظة الانبار واستطاعت القوات الامنية قتل العديد من الارهابيين
[]
- في سنه 2013 سيطرت قوات الجيش السوري وا لواء ابو الفضل العباس عليه السلام على أكثر من 40 قرية في ريف حلب في سوريا، مواصلة تقدمها على طريق خناصر الاستراتيجي،وا اعدام جيش السوري الحر  في ريف دمشق بعد اقتحامهما من قبل القوات النظامية المدعومة من مقاتلي لواء «أبي الفضل العباس».

[]
- في سنه 2013 اعدمت لواء ابو فضل العباس عليه السلام معا حزب الله البناني  100 عضو من جيش السوري الحر في قرب عاصمة سوريا دمشق الذي تمكن لواء ابو الفضل العباس عليه السلام من اقتحامها

[]
- في سنه 2022 قصف لواء ابو فضل العباس عليه السلام قاعدة حقل العمر النفطي في دير الزور  وا الذي اتخذت قوات التحالف الدولي قاعدة عسكرية لها مما أدى إلى اشتعال حريق في القاعدة  العسكرية وا اصابه 4 جنود امريكان بجروح متفاوتة

[]